# Цепляясь за лёд
«Цепляясь за лёд» (англ. Spinning Out) — американский драматический сериал рассказывающий о фигурном катании. Премьера сериала состоялась 1 января 2020 года на Netflix.
4 февраля 2020 года Netflix закрыл сериал после одного сезона.

## Сюжет
После серьёзной травмы перспективная одиночная фигуристка Кэт готовится распрощаться с карьерой, но неожиданно получает шанс вернуться в спорт в парном катании. Она знакомится с своим партнёром Джастином — настоящим плохим парнем, который мог бы выступать на Олимпийских играх, если бы не его скверный характер и разгульный образ жизни. Совместная работа меняет жизни обоих фигуристов. Вместе им придётся пройти через телесные и душевные травмы, разногласия, финансовые проблемы и психологические срывы.

## В ролях

### Основной состав
- Кая Скоделарио — Кэт Бейкер, фигуристка
- Уиллоу Шилдс — Серена Бейкер, младшая сестра Кэт
- Дженьюари Джонс — Кэрол Бейкер, мать Кэт и Серены
- Эван Родерик — Джастин Дэвис, партнёр Кэт
- Светлана Ефремова — Даша Фёдорова, тренер Джастина и Кэт
- Дэвид Джеймс Эллиотт — Джеймс Дэвис, отец Джастина
- Сара Райт — Мэнди Дэвис, жена Джеймса
- Уилл Кемп — Митч Сондерс, тренер Серены

## Список эпизодов

### 1 серия. «Въезжаю в Sun Valley»
Встревоженная после жестокого падения и обеспокоенная одержимостью матери и сестры спортом, Кэт смотрит на жизнь за пределами катания на коньках. Неожиданно, ей поступает новое предложение.

### 2 серия. «Добро пожаловать в семью»
Радикальные решения меняют карьерный путь Кэт, но неожиданный конкурент сразу же угрожает её шансам на победу. Дома Серена борется с Кэрол.

### 3 серия. «Действовать осторожно»
Проблемы с доверием заставляют Дашу творчески подходить к тренировкам, выводя фигуристов из зоны комфорта. Вокруг Митча растут подозрения.

### 4 серия. «Сохраните природу Пайнкреста»
Столкнувшись с давлением со стороны семьи, Дженн изо всех сил пытается скрыть свою травму, в то время как прогресс Серены делает её мишенью. Отношения между Джастином и Кэт принимают новый оборот.

### 5 серия. «Два за 40 долларов»
Маркус разрывается между своим старым увлечением и новым флиртом. Кэрол сталкивается с маловероятномым союзником, а последняя ошибка Джастина глубоко её ранит.

### 6 серия. «Хорошего дня!»
Выздоровление Кэрол началось довольно шатко. Кэт становится ближе к Джастину, а ссора с Дженн имеет горькие последствия. Маркус стоит перед трудным выбором.

### 7 серия. «Время восстановления может меняться»
Болезненные тайны Даши всплывают наружу. Зацикленная на победе Кэт подвергает риску свое психическое здоровье. Отец Серены возвращается со сложным предложением.

### 8 серия. «Ад реален»
Кризис психического здоровья Кэт достигает критической точки. У Мэнди чрезвычайная ситуация, а Серена погружается в одиночество.

### 9 серия. «Мама № 1»
Кэрол и Митч обдумывают серьёзный шаг, а Серена раскрывает секрет падения Кэт.

### 10 серия. «Поцелуй и слёзы»
Личная жизнь Кэт и Джастина, а также олимпийские мечты, балансируют на грани. Близится развязка долгого тренировочного сезона.